# Мілош Чук
Мілош Чук (серб. Miloš Ćuk, нар. 21 грудня 1990, Новий Сад, Сербія) — сербський ватерполіст, олімпійський чемпіон 2016 року, чемпіон світу.

## Виступи на Олімпіадах
| Олімпіада           | Дисципліна | Місце |
| ------------------- | ---------- | ----- |
| Ріо-де-Жанейро 2016 | водне поло | 1     |

## Зовнішні посилання
- Мілош Чук — олімпійська статистика на сайті Sports-Reference.com (англ.) (архівна версія)